# Calyce
Calyce là một chi bọ cánh cứng trong họ Mordellidae.
Chi này được miêu tả khoa học năm 1891 bởi Champion.

## Các loài
Chi này gồm các loài:
- Calyce bicolor Blair, 1922
- Calyce cardinalis Blair, 1922
- Calyce fulva Champion, 1891
- Calyce horioni Ermisch, 1942
- Calyce kamerunensis Ermisch, 1942
- Calyce langeri Ermisch, 1942
- Calyce maculata Píc, 1911
- Calyce reginae Ermisch, 1942
- Calyce sumatrensis Batten, 1989